# Ruagea microphylla
Espèce
Statut de conservation UICN

 EN B2ab(iii,v) : En danger
Ruagea microphylla est une espèce de plantes de la famille des Meliaceae.

## Publication originale
- Novon 4(2): 164. 1994.